# Jay Rabinowitz (Filmeditor)
Jay Rabinowitz (* 20. Jahrhundert) ist ein US-amerikanischer Filmeditor.

## Leben
Rabinowitz studierte an der New York University, wo er 1984 das Cinema Studies Program absolvierte. Während des Programms erfuhr er von einem Filmprojekt, bei dem noch ein Praktikant gesucht wurde. Das Projekt war Jim Jarmuschs Night on Earth. Rabinowitz hat seither bei allen Filmen Jarmuschs mitgearbeitet, darunter Dead Man, Coffee and Cigarettes, Ghost Dog – Der Weg des Samurai und Broken Flowers. Weitere namhafte Regisseure, an deren Arbeiten er mitwirkte, waren Paul Schrader, Darren Aronofsky und Terrence Malick. Sein Schaffen umfasst mehr als 50 Produktionen.
Im Jahr 2000 wurde er für seine Leistung in dem Film Requiem for a Dream bei den Online Film Critics Society Awards in der Kategorie Bester Schnitt ausgezeichnet. 2012 wurde für The Tree of Life erneut mit dem Preis ausgezeichnet. 2022 erhielt einen Eddie-Award für seine Arbeit an dem Fernsehfilm Oslo.
Er gehört dem Berufsverband American Cinema Editors (ACE) an.

## Filmografie (Auswahl)
- 1991: Night on Earth
- 1992: Last Supper
- 1993: Glatt rasiert (Clean, Shaven)
- 1993: Wenn Schweine fliegen (When Pigs Fly)
- 1994: Jimmy Hollywood
- 1995: Dead Man
- 1996: Schatten der Schuld (Mother Night)
- 1997: Year of the Horse
- 1997: Der Gejagte (Affliction)
- 1993–1998: Homicide (Homicide: Life on the Street, Fernsehserie)
- 1999: Ghost Dog – Der Weg des Samurai (Ghost Dog: The Way of the Samurai)
- 2000: Requiem for a Dream
- 2001: Big Bad Love
- 2002: 8 Mile
- 2002: Bomb the System
- 2003: Coffee and Cigarettes
- 2004: Die Frauen von Stepford (The Stepford Wives)
- 2005: Dawn Anna (Fernsehfilm)
- 2005: Broken Flowers
- 2006: The Fountain
- 2007: Weapons
- 2007: I’m Not There
- 2008: Explicit Ills
- 2009: The Limits of Control
- 2009: Women Without Men
- 2011: Der Plan (The Adjustment Bureau)
- 2011: The Tree of Life
- 2011: Rampart – Cop außer Kontrolle (Rampart)
- 2014: Rosewater
- 2016: Junction 48
- 2017: The New Radical
- 2018: Der verlorene Sohn (Boy Erased)
- 2020: Irresistible – Unwiderstehlich (Irresistible)
- 2021: The United States vs. Billie Holiday
- 2021: Oslo
- 2022: Beast – Jäger ohne Gnade (Beast)
- 2025: O’Dessa